# ПараБлог (комікс)
«ПараБлог» — триваюча серія українських коміксів від видавництва Північні Вогні, зі сценарієм від Евана Вольфа та малюнком від Мили Лес з допомогою кольору від Каті Форосто.
Сюжет оповідає фентезійно-пригодницьку історію двох головних героїв, також наявні елементи супергероїки. Комікс є першим у лінійці авторських проєктів видавництва Північні Вогні, які умовно знаходяться в одному всесвіті та мають потенційну змогу перетнутися у кросовері. Після першого випуску серії «Параблог» вийшов перший випуск серії коміксів «Пангея», який вніс у всесвіт науково-шпигунський жанр. Третім учасником всесвіту планує стати комікс «Віраж», про героя у екзоскелеті.

## Персонажі
- Даша — низької популярності блогерка з України, яка пише про "паранормальні явища, НЛО, Єті, привидів" та шукає пригоди і нових знайомств.
- Віктор — мисливець з Карпатської України, яка має надздібності та потребує взаємодопомоги від Даші.
- Ганс — давній друг Віктора, який все ще трапляється йому у снах з пророцтвом та магічними загадками.
- Ярослав — бармен, який зустрів Дашу у барі в Карпатах, розповів про ситуацію в околиці та чутки.
- Чугайстер —

## Сюжет
Це історія відважної блогерки, якій набридло сидіти вдома, тож вона вирішила вирушити назустріч пригодам та вдихнути нове життя у свій блог. Компанію їй складатиме відлюдькуватий мисливець з таємничим минулим. На своєму шляху герої зустрінуть чимало перешкод. Хто знає, чи вдасться їм досягти мети…

## Інформація про видання
| Назва                                  | Творці       | Творці                   | Дата випуску   | Інформація | Інформація | Інформація         | Інформація | Інформація             |
| Назва                                  | Сценарист(и) | Художник(и)              | Дата випуску   | Вид        | №          | Формат             | Стр.       | ISBN                   |
| -------------------------------------- | ------------ | ------------------------ | -------------- | ---------- | ---------- | ------------------ | ---------- | ---------------------- |
| ПараБлог: Таємниця карпатського єті #1 | Еван Вольф   | Мила Лес та Катя Форосто | 3 жовтня 2018  | Серія      | 1          | Синґл (260х170 мм) | 40         | ISBN 978-9669-77004-2  |
| ПараБлог: Таємниця карпатського єті #2 | Еван Вольф   | Мила Лес та Катя Форосто | 30 серпня 2019 | Серія      | 2          | Синґл (260х170 мм) | 44         | ISBN 978-966-97700-8-0 |
| Незабаром                              |              |                          |                |            |            |                    |            |                        |
| ПараБлог #3                            | Еван Вольф   | Мила Лес та Катя Форосто | листопада 2019 | Серія      | 3          | Синґл              | 32         | ISBN                   |